# Tarjeta Lima Pass
La tarjeta Lima Pass es un medio de pago electrónico sin contacto que se utiliza en el transporte público de la ciudad de Lima, capital del Perú. Su emisión y mantenimiento se encuentran a cargo de la empresa ACS Solutions Peru, bajo la administración de la ATU.
Es compatible en el Metropolitano y en todos los servicios operativos de los corredores complementarios. Es un medio de pago equivalente a la tarjeta del Metropolitano, debido a que ambas usan la misma tecnología contactless.

## Tipos de tarjetas
- General: Pueden ser personalizadas o no y debitan la tarifa general. Su color es el azul.
- Universitaria: Son personalizadas, intransferibles y debitan el medio pasaje, siempre que estén validadas como tales. El medio pasaje es válido de lunes a sábado hasta la fecha de caducidad del carné universitario vigente (según ley Nº 26271). Su color es el rojo.
- Escolar: Son personalizadas, intransferibles y debitan el medio pasaje, siempre que estén validadas como tales. El medio pasaje es válido de lunes a viernes entre marzo y diciembre (según ley Nº 26271). Su color es el amarillo.
- Pase libre: Son de uso exclusivo del personal operador. Permiten el pase libre de bomberos y policías (según ley Nº 26271) y personas de movilidad reducida que cuenten con carné del CONADIS (según ley Nº 30412). Su color es el plomo.

## Tarifas

### Metropolitano
| Modalidad | Tarifa  | Tarifa  |
| Modalidad | General | Medio   |
| --- | ------- | ------- |
| Solo troncal | S/ 3.20 | S/ 1.60 |
| Troncal + alimentador | S/ 3.50 | S/ 1.75 |
| Alimentador + troncal | S/ 3.50 | S/ 1.75 |
| Alimentador + troncal + alimentador | S/ 3.50 | S/ 1.75 |
| Solo alimentador con ruta corta (Alisos, Bertello, Izaguirre, Los Olivos, Mayolo, Payet, Tahuantinsuyo, Puno, Belaunde, América, Cedros de Villa y Próceres)  | S/ 1.00 | S/ 0.50 |
| Solo alimentador con ruta larga (Ensenada, Puente Piedra, Trapiche, Villa El Salvador, Milagro de Jesús, Collique, Carabayllo, Universitaria y Santo Domingo) | S/ 1.50 | S/ 0.75 |

### Corredores
| Corredor        | Servicios           | Tarifa  | Tarifa  | Fecha de implementación |
| Corredor        | Servicios           | General | Medio   | Fecha de implementación |
| --------------- | ------------------- | ------- | ------- | ----------------------- |
| Corredor Azul   | 301 303 305 336     | S/ 2.35 | S/ 1.17 | 18/04/2019              |
| Corredor Rojo   | 201 204 206 209     | S/ 2.35 | S/ 1.17 | 01/06/2019              |
| Corredor Morado | 404 405 406 409 412 | S/ 2.80 | S/ 1.40 | 13/12/2024              |